# Токудайдзі Санемото
Токудайдзі Санемото (*徳大寺実基, 1201  —4 березня 1273) — середньовічний японський державний діяч періоду Камакура.

## Життєпис
Походив зі знатного роду Токудайдзі, що був однією з гілок роду Північних Фудзівара. Його дідом був активний діяч часів війни Ґемпей (між Тайра і Мінамото) Токудайдзі Санесада.
Син Токудайдзі Кінцугу, Лівого міністра, та танцівниці-сірабйосі Годзьо Яса. Народився 1201 року. Здобув гарну освіту, завдяки чому в подальшому уславився вченістю і знанням звичаїв. 1213 року увійшов до Відомства прислуги. 1214 року призначається старшим офіцером (сьосьо) Правої внутрішньої палацової гвардії (у-коно'ефу). 1215 року стає заступником камі (губернатора) провінції Санукі та отримав право на носіння одягу фіолетового забороненого кольору. З 1216 до 1219 року пройшов від молодшого п'ятого рангу до молодшого третього рангу. 1217 року послідовно обіймав посади заступника голови Правої внутрішньої палацової гвардії і Лівої внутрішньої палацової гвардії (са-коно'ефу).
1221 року отримав старший третій ранг. 1224 року призначається санґі (асоційованим державним радником), тимчасовим середнім державним радником. 1225 року стає очільником Лівої зовнішньої палацової гвардії (са-емонфу) та Поліційно-судового управління (кебіісі). Наприкінці того ж року отримав молодший другий ранг. 1226 року призначено головою Бюро слуг середньої дружини імператора. 1227 року після смерті батька очолив рід Токудайдзі. 1228 року Токудайдзі Санемото отримав старший другий ранг.
1231 року призначено постійним середнім державним радником. 1235 року стає тимчасовим старшим державним радником. 1241 року стає постійним старшим державним радником та очільником Правої внутрішньої палацової гвардії (до 1248 року). 1246 року призначено двірцевим міністром. В цей час став відомим своїм умінням діяти поза усталеними нормами. Того ж року на звернення сьогуна Кудзьо Йоріцуґу займався облаштуванням лікарняної інспекції.
1253 року отримав посаду великого державного міністра, ставши першим представником свого роду, що досяг цієї посади. 1254 року отримав молодший перший ранг. Користувався значною довірою імператорів Ґо-Фукакуси і Камаями й екс-імператора Ґо-Саґи. Водночас займався зведенням палацу Камеями, що став однією з імператорських резиденцій.
1265 року постригся в буддистські ченці під ім'ям Мадока Сатору. Втім на прохання імператора зберіг свою посади, ставши ченцем у миру (нюдо). Залишався великим державним міністром до самої смерті у 1273 році.

## Творчість
Автор щоденнику «Службові записи Санемото» («Санемото кокі»), в якому описуються період перебування Токудайдзі на міінстерських посадах.